# St. James's Palace Stakes
Groupe 1
Les St. James's Palace Stakes est une course hippique de plat se déroulant au mois de juin sur l'hippodrome d'Ascot, en Angleterre, durant le meeting Royal.
C'est une course de Groupe I réservée aux poulains de 3 ans. Elle oppose souvent les participants, et si possible les vainqueurs, des 2000 guinées anglaises et irlandaises, et de la Poule d'Essai des Poulains. 
Elle se court sur le mile (1 600 mètres) et son allocation s'élève à £ 600 000.
La première édition remonte à 1834, date à laquelle la course fut baptisée en l'honneur de la Résidence royale des Tudor. C'est une course de Groupe 1 depuis 1988.

## Palmarès depuis 1988
| Année | Vainqueur         | Pays        | Père              | Jockey            | Entraîneur           | Propriétaire                   | Deuxième          | Troisième         | Temps   |
| ----- | ----------------- | ----------- | ----------------- | ----------------- | -------------------- | ------------------------------ | ----------------- | ----------------- | ------- |
| 2025  | Field of Gold     | Royaume-Uni | Kingman           | Colin Keane       | John & Thady Gosden  | Juddmonte Farms                | Henri Matisse     | Ruling Court      | 1'38"41 |
| 2024  | Rosallion         | Royaume-Uni | Blue Point        | Sean Levey        | Richard Hannon       | Cheikh M. Obaid Al Maktoum     | Henry Longfellow  | Metropolitan      | 1'38"38 |
| 2023  | Paddington        | Irlande     | Siyouni           | Ryan Moore        | Aidan O'Brien        | Coolmore                       | Chaldean          | Charyn            | 1'40"74 |
| 2022  | Coroebus          | Royaume-Uni | Dubawi            | William Buick     | Charlie Appleby      | Godolphin                      | Lusail            | My Prospero       | 1'39"42 |
| 2021  | Poetic Flare      | Irlande     | Dawn Approach     | Kevin Manning     | Jim Bolger           | Jackie Bolger                  | Lucky Vega        | Battleground      | 1'37"04 |
| 2020  | Palace Pier       | Royaume-Uni | Kingman           | Lanfranco Dettori | John Gosden          | Hamdane ben M. Al Maktoum      | Pinatubo          | Wichita           | 1'42"38 |
| 2019  | Circus Maximus    | Irlande     | Galileo           | Ryan Moore        | Aidan O'Brien        | Flaxman Stables & Coolmore     | King of Comedy    | Too Darn Hot      | 1'39"90 |
| 2018  | Without Parole    | Royaume-Uni | Frankel           | Lanfranco Dettori | John Gosden          | John & Tanya Gunther           | Gustav Klimt      | Wootton           | 1'38"64 |
| 2017  | Barney Roy        | Royaume-Uni | Excelebration     | James Doyle       | Richard Hannon       | Écurie Godolphin               | Lancaster Bomber  | Thunder Snow      | 1'37"22 |
| 2016  | Galileo Gold      | Royaume-Uni | Paco Boy          | Lanfranco Dettori | Hugo Palmer          | Al Shaqab Racing               | The Gurkha        | Awtaad            | 1'44"01 |
| 2015  | Gleneagles        | Irlande     | Galileo           | Ryan Moore        | Aidan O'Brien        | M.Tabor, S.Magnier, D.Smith    | Latharnach        | Consort           | 1'38"86 |
| 2014  | Kingman           | Royaume-Uni | Invincible Spirit | James Doyle       | John Gosden          | Khalid Abdullah                | Night of Thunder  | Outstrip          | 1'39"06 |
| 2013  | Dawn Approach     | Irlande     | New Approach      | Kevin Manning     | Jim Bolger           | Écurie Godolphin               | Toronado          | Mars              | 1'39"23 |
| 2012  | Most Improved     | Royaume-Uni | Lawman            | Kieren Fallon     | Brian Meehan         | Iraj Parvizi                   | Hermival          | Gregorian         | 1'40"14 |
| 2011  | Frankel           | Royaume-Uni | Galileo           | Tom Queally       | Henry Cecil          | Khalid Abdullah                | Zoffany           | Excelebration     | 1'39"24 |
| 2010  | Canford Cliffs    | Royaume-Uni | Tagula            | Richard Hughes    | Richard Hannon       | Heffer Syndicate               | Dick Turpin       | Hearts of Fire    | 1'39"55 |
| 2009  | Mastercraftsman   | Irlande     | Danehill Dancer   | Johnny Murtagh    | Aidan O'Brien        | M.Tabor, S.Magnier, D.Smith    | Delegator         | Lord Shanakill    | 1'39"21 |
| 2008  | Henrythenavigator | Irlande     | Kingmambo         | Johnny Murtagh    | Aidan O'Brien        | Sue Magnier                    | Raven's Pass      | Twice Over        | 1'38"70 |
| 2007  | Excellent Art     | Irlande     | Pivotal           | Jamie Spencer     | Aidan O'Brien        | Coolmore & Green               | Duke of Marmalade | Astronomer Royal  | 1'39"33 |
| 2006  | Araafa            | Royaume-Uni | Mull of Kintyre   | Alan Munro        | Jeremy Noseda        | Saleh Al Homaizi & I. Al Sagar | Stormy River      | Ivan Denisovich   | 1'39"59 |
| 2005  | Shamardal *       | Royaume-Uni | Giant's Causeway  | Kerrin McEvoy     | Saeed bin Suroor     | Écurie Godolphin               | Ad Valorem        | Oratorio          | 1'37"18 |
| 2004  | Azamour           | Irlande     | Night Shift       | Michael Kinane    | John Oxx             | S.A. Aga Khan                  | Diamond Green     | Antonius Pius     | 1'39"02 |
| 2003  | Zafeen            | Royaume-Uni | Zafonic           | Darryll Holland   | Mick Channon         | Jaber Abdullah                 | Kalaman           | Martillo          | 1'39"91 |
| 2002  | Rock of Gibraltar | Irlande     | Danehill          | Michael Kinane    | Aidan O'Brien        | Sir Alex Ferguson & S. Magnier | Landseer          | Aramram           | 1'40"91 |
| 2001  | Black Minnaloushe | Irlande     | Storm Cat         | Johnny Murtagh    | Aidan O'Brien        | Sue Magnier & Michael Tabor    | Noverre           | Olden Times       | 1'41"37 |
| 2000  | Giant's Causeway  | Irlande     | Storm Cat         | Michael Kinane    | Aidan O'Brien        | Sue Magnier & Michael Tabor    | Valentino         | Medicean          | 1'42"61 |
| 1999  | Sendawar          | France      | Priolo            | Gérald Mossé      | Alain de Royer-Dupré | S.A. Aga Khan                  | Aljabr            | Gold Academy      | 1'39"99 |
| 1998  | Dr Fong           | Royaume-Uni | Kris S            | Kieren Fallon     | Henry Cecil          | The Thoroughbred Corp.         | Desert Prince     | Duck Row          | 1'41"33 |
| 1997  | Starborough       | Royaume-Uni | Soviet Star       | Frankie Dettori   | David Loder          | Cheikh Mohammed                | Air Express       | Daylami           | 1'39"18 |
| 1996  | Bijou d'Inde      | Royaume-Uni | Cadeaux Genereux  | Jason Weaver      | Mark Johnston        | Stuart Morrison                | Ashkalani         | Sorbie Tower      | 1'39"70 |
| 1995  | Bahri             | Royaume-Uni | Riverman          | Willie Carson     | John Dunlop          | Hamdan Al Maktoum              | Charnwood Forest  | Vettori           | 1'40"15 |
| 1994  | Grand Lodge       | Royaume-Uni | Chief's Crown     | Michael Kinane    | William Jarvis       | Baron Howard de Walden         | Distant View      | Turtle Island     | 1'38"83 |
| 1993  | Kingmambo         | France      | Mr. Prospector    | Cash Asmussen     | François Boutin      | Stavros Niarchos               | Needle Gun        | Ventiquattrofogli | 1'44"05 |
| 1992  | Brief Truce       | Royaume-Uni | Irish River       | Michael Kinane    | Dermot Weld          | Moyglare Stud Farm             | Zaahi             | Ezzoud            | 1'39"32 |
| 1991  | Marju             | Royaume-Uni | Last Tycoon       | Willie Carson     | John Dunlop          | Hamdan Al Maktoum              | Second Set        | Hokusai           | 1'41"97 |
| 1990  | Shavian           | Royaume-Uni | Kris              | Steve Cauthen     | Henry Cecil          | Baron Howard de Walden         | Rock City         | Lord Florey       | 1'41"52 |
| 1989  | Shaadi            | Royaume-Uni | Danzig            | Walter Swinburn   | Michael Stoute       | Cheikh Mohammed                | Greensmith        | Scenic            | 1'39"33 |
| 1988  | Persian Heights   | Royaume-Uni | Persian Bold      | Pat Eddery        | Geoff Huffer         | Yazid Saud                     | Raykour           | Caerwent          | 1'39"57 |

* En 2005, la course s'est déroulée sur l'hippodrome de York.

## Anciens vainqueurs
- 1834 - Plenipotentiary
- 1835 - Ascot
- 1836-37 - Pas de course
- 1838 - Boeotian
- 1839 - Euclid
- 1840 - Scutari
- 1841 - Satirist
- 1842 - Misdeal
- 1843 - Ameer
- 1844 - Ionian
- 1845 - Idas
- 1846 - The Free Lance
- 1847 - Montpensier
- 1848 - Glendower
- 1849 - Uriel
- 1850 - Nutcracker
- 1851 - The Ban
- 1852 - Daniel O'Rourke
- 1853 - The Reiver
- 1854 - Baalbec
- 1855 - Paletot
- 1856 - Pitapat
- 1857 - Anton
- 1858 - Fitz-Roland
- 1859 - Cynricus
- 1860 - Tom Bowline
- 1861 - Walloon
- 1862 - Carisbrook
- 1863 - Gladstone
- 1864 - The Beadle
- 1865 - Lasaretto
- 1866 - Staghound
- 1867 - Hermit
- 1868 - The Earl
- 1869 - Dunbar
- 1870 - King Cole
- 1871 - Dalnacardoch
- 1872 - Queen's Messenger
- 1873 - Gang Forward
- 1874 - Leolinus
- 1875 - Bay of Naples
- 1876 - Great Tom
- 1877 - Covenanter
- 1878 - Bonnie Scotland
- 1879 - Rayon d'Or
- 1880 - Bend Or
- 1881 - Iroquois
- 1882 - Battlefield
- 1883 - Galliard
- 1884 - Cambusmore
- 1885 - Sheraton
- 1886 - Ormonde
- 1887 - Florentine
- 1888 - Ossory / Galore (ex-aqueo)
- 1889 - Pioneer
- 1890 - Janissary
- 1891 - Common
- 1892 - St. Angelo
- 1893 - Phocion
- 1894 - Florizel
- 1895 - Troon
- 1896 - His Reverence
- 1897 - Vesuvian
- 1898 - Cap Martin
- 1899 - Millennium
- 1900 - Bonarosa
- 1901 - Lauzun
- 1902 - Sceptre
- 1903 - Rock Sand
- 1904 - Challenger
- 1905 - Cherry Lass
- 1906 - Black Arrow
- 1907 - Slieve Gallion
- 1908 - Your Majesty
- 1909 - Minoru
- 1910 - Lemberg
- 1911 - Stedfast
- 1912 - Tracery
- 1913 - Roseworthy
- 1914 - Carrickfergus
- 1915-18 - Pas de course
- 1919 - Grand Parade
- 1920 - Allenby
- 1921 - Craig An Eran
- 1922 - Captain Cuttle
- 1923 - Ellangowan
- 1924 - Tom Pinch
- 1925 - Zambo
- 1926 - Coronach
- 1927 - Kincardine
- 1928 - Royal Minstrel
- 1929 - Mr Jinks
- 1930 - Christopher Robin
- 1931 - Cameronian
- 1932 - Andrea
- 1933 - Canon Law
- 1934 - Flamenco
- 1935 - Bahram
- 1936 - Rhodes Scholar
- 1937 - Goya
- 1938 - Scottish Union
- 1939 - Admiral's Walk
- 1940 - Pas de course
- 1941 - Orthodox
- 1942-45 - Pas de course
- 1946 - Khaled
- 1947 - Tudor Minstrel
- 1948 - Black Tarquin
- 1949 - Faux Tirage
- 1950 - Palestine
- 1951 - Turco
- 1952 - King's Bench
- 1953 - Nearula
- 1954 - Darius
- 1955 - Tamerlane
- 1956 - Pirate King
- 1957 - Chevastrid
- 1958 - Major Portion
- 1959 - Above Suspicion
- 1960 - Venture
- 1961 - Tudor Treasure
- 1962 - Court Sentence
- 1963 - Crocket
- 1964 - Roan Rocket
- 1965 - Silly Season
- 1966 - Track Spare
- 1967 - Reform
- 1968 - Petingo
- 1969 - Right Tack
- 1970 - Saintly Song
- 1971 - Brigadier Gerard
- 1972 - Sun Prince
- 1973 - Thatch
- 1974 - Averof
- 1975 - Bolkonski
- 1976 - Radetzky
- 1977 - Don
- 1978 - Jaazeiro
- 1979 - Kris
- 1980 - Posse
- 1981 - To-Agori-Mou
- 1982 - Dara Monarch
- 1983 - Horage
- 1984 - Chief Singer
- 1985 - Bairn
- 1986 - Sure Blade
- 1987 - Half a Year